# Cephalotes olmecus
Cephalotes olmecus é uma espécie de inseto do gênero Cephalotes, pertencente à família Formicidae.